# 高樹宙
高樹宙（11月2日—）是日本的漫畫原作者。東京都大田區出身。小池一夫主辦的「劇畫村塾」出身（東京第六期生）。

## 作品列表
漫畫原作
- 轟天高校生（スプリガン、作畫：皆川亮二 、1990年-1996年、週刊少年Sunday、小學館）
- KYŌ（日语：KYO (漫画)）（作画：皆川亮二、1995年、小學六年生、小學館）
- 綠王（作喔畫：曾我篤士、2004年-2009年、月刊Magazine Z、講談社）
- クランド（作画：松本レオ、2007年-2009年、HeroXLine、講談社及Yahoo! Comics配信（網路漫畫））
- ALCBANE（作画：衣谷遊、2007年-2009年、HeroXLine、講談社及Yahoo! Comics配信（網路漫畫））
- 終極感應（死がふたりを分かつまで、作畫：DOUBLE-S、2005年-2015年、YOUNG GANGAN、史克威爾艾尼克斯）
- RDB-鮮紅檔案事件簿-（RDB -レッドデータブック-、作畫：六本順、2016年-連載中、YOUNG GANGAN、史克威爾艾尼克斯）

小說
- 蓋特機器人（ゲッターロボ）：永井豪、石川賢原作，2001年，全1卷，MediaWorks發行。
- Gun Driver：遺產（ガンドライバー―遺産（ザ・レガシィ））：小野敏洋插畫，全1卷，MediaWorks發行。

## 腳註
1. 1 2  たかしげ宙・松本レオ『クランド』講談社〈Magazine Z KC〉、2008年
2. ↑  小池一夫 劇画村塾 的存檔，存档日期2009-05-12.